# Kerry Bishé
Kerry Lynne Bishé (Nova Zelândia, 1 de maio de 1984) é uma atriz americana nascida na Nova Zelândia, conhecida por seu papel principal como Donna Clark na série de televisão da AMC Halt and Catch Fire . Bishé desempenhou o papel principal / narrador na temporada final do seriado médico da ABC, Scrubs, e estrelou o aclamado filme dramático Argo .

## Vida pregressa
Bishé nasceu na Nova Zelândia e, pouco tempo depois, ela e sua família mudaram-se para Glen Ridge, Nova Jersey . Ela se formou na Montclair Kimberley Academy  (onde seu pai, Kenneth Bishé, ensinou estudos sociais)  em 2002, depois estudou na Northwestern University .

## Carreira

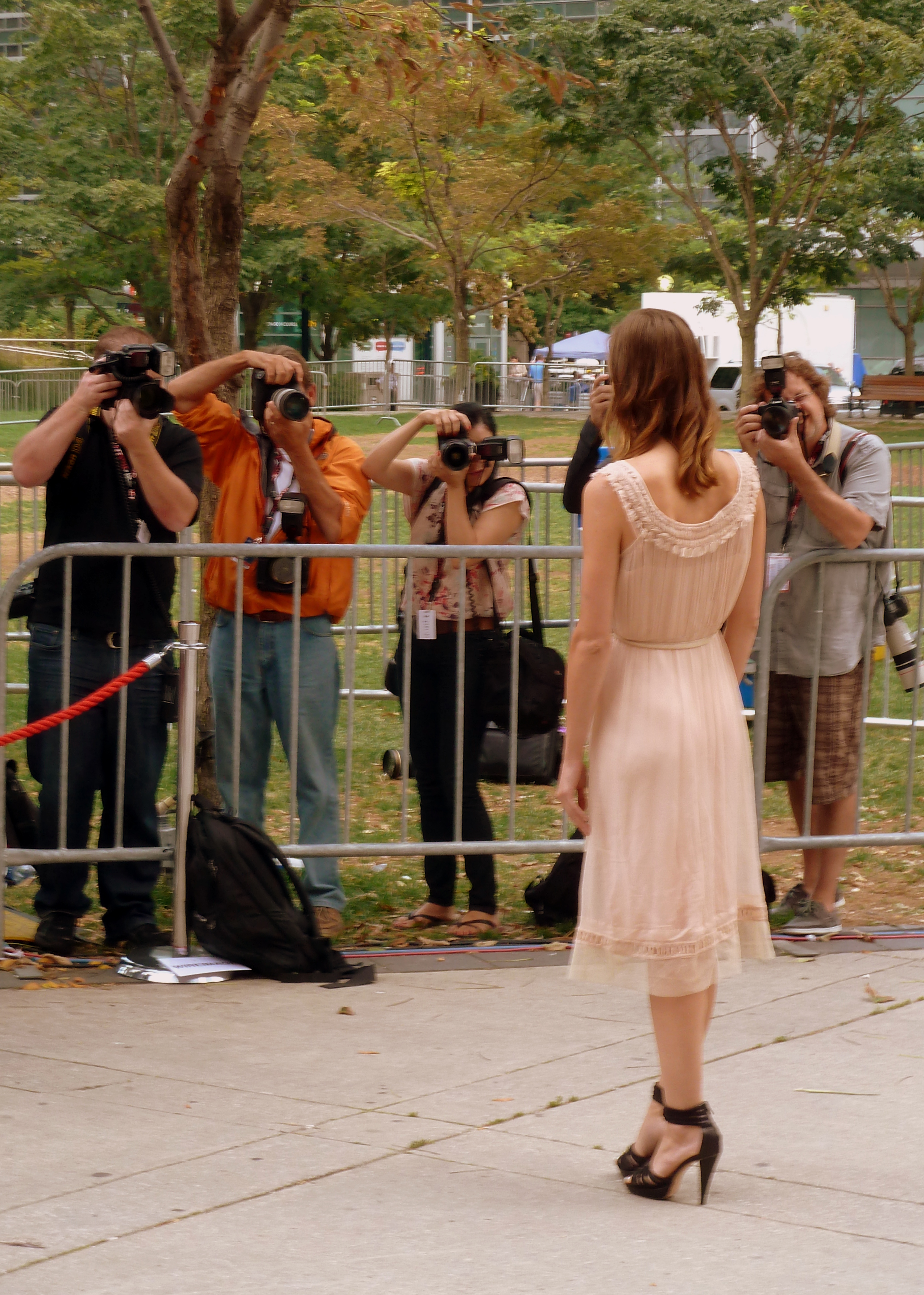
Kerry Bishe na estréia de Argo, em 2012

Bishé excursionou profissionalmente com Montana Shakespeare nos Parques durante o verão de 2004, desempenhando o papel de Julieta em Romeu e Julieta . Ela também apareceu em uma produção de 2006 de The Hairy Ape de Eugene O'Neill  e no revival de Roundabout de Shaw 's Pygmalion .
Bishé fez sua estreia na tela em 2007, quando interpretou Sarah Rosen em A Vida Meio do Lago Mason, uma produção de baixo orçamento. Após as aparições como figurante na adaptação cinematográfica de Sex and the City e The Lucky Ones, e um pequeno papel em The Understudy (2008), Bishé foi escalado para Night Life, um filme dirigido pela estrela de Scrubs Zach Braff . A produção não tornou Bishé conhecida, mas a apresentou a Braff, com quem mais tarde trabalhou em Scrubs .
Bishé esteve ocupado em 2009 com papéis na televisão, aparecendo em um episódio da versão americana de Life on Mars, um episódio da série de TV a cabo Royal Pains, e um papel principal no filme de TV feito a partir do piloto fracassado da proposta de ficção científica. série virtualidade .
Em dezembro de 2009, Bishé assumiu o papel principal no seriado médico da ABC, Scrubs, o de Lucy Bennett, o novo narrador da série, assumindo o lugar de Zach Braff. A ABC cancelou o show em 14 de maio de 2010. Bishé co-estrelou no filme independente, Nice Guy Johnny (2010), com Edward Burns e Matt Bush . Ela também teve papel coadjuvante no filme de terror de Kevin Smith, Red State (2011), e no filme de Ben Affleck, Argo (2012). Bishé co-estrelou no filme independente, Grand Piano (2013), com Elijah Wood .
De 2014 a 2017, Bishé estrelou como Donna Clark na aclamada série de TV da AMC, Halt and Catch Fire . Por coincidência, o marido de sua personagem em Halt e Catch Fire é retratado pelo ator Scoot McNairy, que também interpretou sua esposa em Argo (2012). Na terceira temporada da série Netflix Original, Narcos (lançada em setembro de 2017), ela retrata o papel recorrente de Cristina Jurado, a esposa americana do lavador de dinheiro Franklin Jurado, educado em Harvard, no cartel de Cáli.

## Filmografia
| Ano  | Título                        | Função                          | Notas |
| ---- | ----------------------------- | ------------------------------- | --- |
| 2007 | A meia vida do lago Mason     | Sarah Rosen                     | |
| 2008 | Os sortudos                   | Menina de faculdade             | |
| 2008 | Sexo e a cidade               | Menina de vinte e algo sonhando | |
| 2008 | The Understudy                | abril                           | |
| 2009 | Maternidade                   | Boa mãe partilha                | |
| 2010 | Bom cara johnny               | Brooke                          | |
| 2010 | Meskada                       | Emily Cordin                    | |
| 2011 | Estado vermelho               | Cheyenne                        | |
| 2011 | Tigela de peru                | Kerry                           | |
| 2011 | Recém-casados                 | Linda                           | |
| 2012 | Argo                          | Kathy Stafford                  | Screen Actors Guild Award para excelente desempenho por um elenco em um filme </br> Prêmio do Festival de Cinema de Hollywood de Melhor Ensemble do Ano </br> Indicado - Prêmio da Phoenix Film Critics Society de Melhor Elenco </br> Nomeado - Prêmio San Diego Film Critics Society de Melhor Performance por um Ensemble |
| 2012 | O Natal da Família Fitzgerald | Sharon                          | |
| 2013 | Adeus mundo                   | Lily Palmer                     | |
| 2013 | Piano de cauda                | Emma Selznick                   | |
| 2013 | Rodovia azul                  | Kerry                           | |
| 2016 | Max Rose                      | Annie Rose                      | |
| 2016 | O bilhete                     | Jessica                         | |
| 2016 | Ruptura                       | Dianne                          | |
| 2018 | Como termina                  | Meg                             | |
| 2020 | Alegremente                   |                                 | Pós-produção |

### Televisão
| Ano       | Título             | Função          | Notas                                              |
| --------- | ------------------ | --------------- | -------------------------------------------------- |
| 2008      | Vida noturna       | Tolet           | Filme de TV                                        |
| 2009      | Vida em Marte      | Eve Flannery    | Episódio: "O Segredo Simples da Nota de Nós Todos" |
| 2009      | dores reais        | Emma Newberg    | Episódio: "Planejamento Estratégico"               |
| 2009      | Virtualidade       | Billie Kashmiri | Piloto de TV                                       |
| 2009–2010 | Esfrega            | Lucy Bennett    | Elenco principal (season 9) </br> 13 episódios     |
| 2011      | Islândia           | Mackenzie       | Piloto de TV não vendido                           |
| 2014–2017 | Parar e pegar fogo | Donna Clark     | Elenco principal </br> 40 episódios                |
| 2015      | Moral Pública      | Sarah           | 2 episódios                                        |
| 2016      | Bilhões            | Elise           | Episódio: "Squeeze curto"                          |
| 2017      | Narcos             | Cristina Jurado | 5 episódios                                        |
| 2018      | Os romanoffs       | Shelly Romanoff | Episódio: "O Real Nós"                             |